# 馮統照
馮統照（Philip Fung，？—2010年12月27日），香港法語教师，曾於香港中文大學文學院的語言學及現代語言系任職高級導師，兼任新亞書院志文樓舍監，於2009年退休。

## 簡歷
馮統照在法國北部的里爾大學修讀法語，並取得文學士。之後轉往法國東部杜省的首府貝尚松修讀語言科學，並取得文學士及文學碩士。之後再以「語言學、語意學與通訊」取得博士資格。他的研究主要在現代法語的文法。

## 作品簡表
- 《Bonjour Hong Kong》第一、二卷。

## 外部連結
- 馮統照的個人網頁 （页面存档备份，存于）